# Idunella sketi
Idunella sketi là một loài giáp xác thuộc họ Liljeborgiidae. Nó là loài đặc hữu của Bermuda.